# La Pacaudière
La Pacaudière este o comună în departamentul Loire din sud-estul Franței. În 2009 avea o populație de 1.078 de locuitori.

## Evoluția populației
| An        | 1975  | 1982  | 1990  | 1999  | 2006  | 2009  |
| --------- | ----- | ----- | ----- | ----- | ----- | ----- |
| Populație | 1.279 | 1.222 | 1.182 | 1.168 | 1.108 | 1.078 |